# 巴托泰
巴托泰（Batote），是印度查谟-克什米尔邦Doda县的一个城镇。总人口3733（2001年）。

## 人口
该地2001年总人口3733人，其中男性2054人，女性1679人；0—6岁人口291人，其中男155人，女136人；识字率70.80%，其中男性为77.07%，女性为63.13%。